# Staatsrede

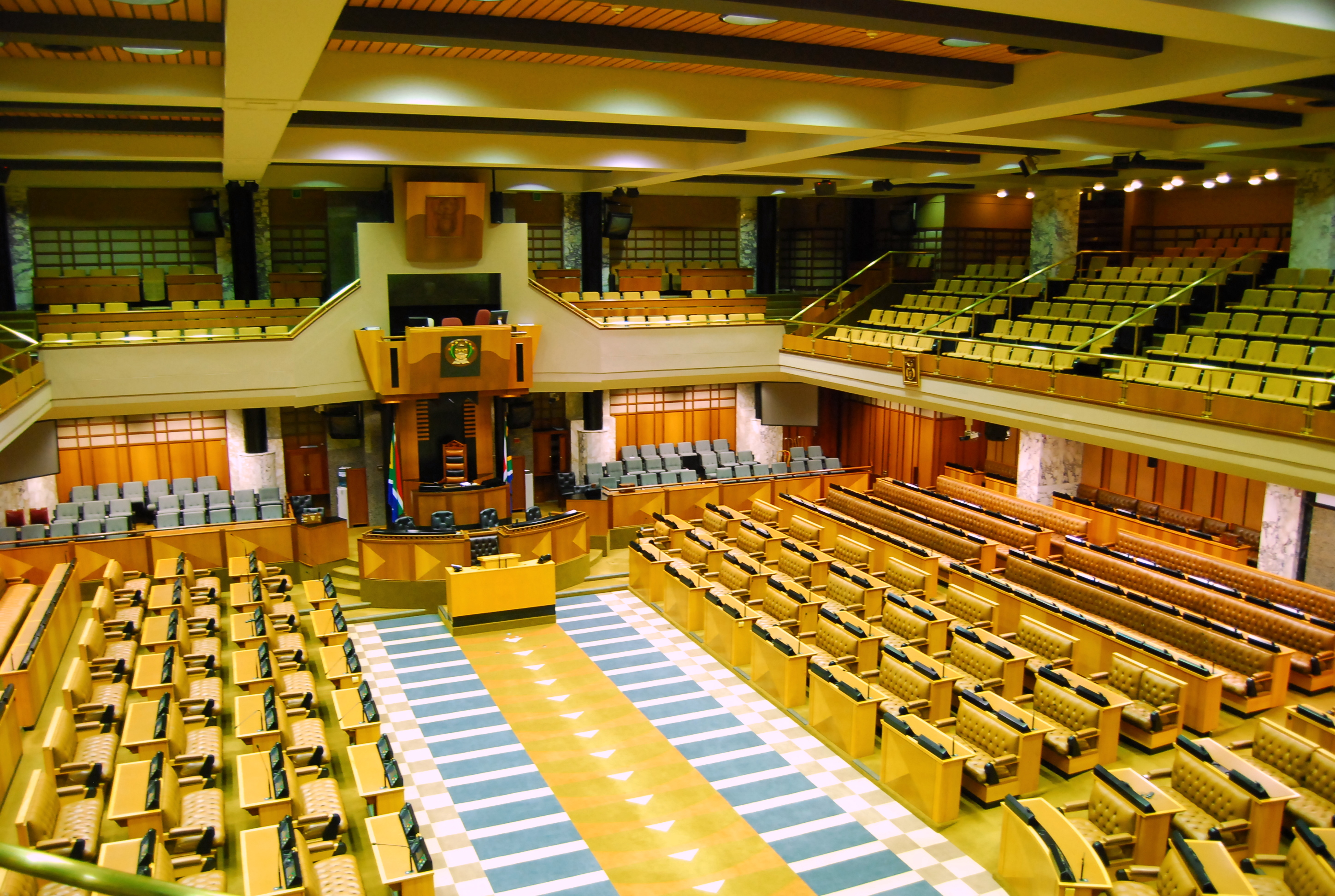
De vergaderzaal van de Nationale Vergadering, waar de staatsrede wordt gehouden.

De staatsrede is de regeringsverklaring van de president van Zuid-Afrika en de jaarlijkse opening van het parlement van Zuid-Afrika. De staatsrede wordt gehouden in een gezamenlijke zitting van de Nationale Vergadering en de Nationale Raad van Provincies. Tijdens de staatsrede worden de nieuwe plannen van de Zuid-Afrikaanse regering voor het komende jaar voor het eerst bekendgemaakt. Aangezien in Zuid-Afrika de regerende partij al sinds 1953 een meerderheid in het parlement heeft, zijn de plannen van de regering vaak niet eerder bekend. De staatsrede is ook van ceremonieel belang en wordt bijgewoond door de rechters van het constitutioneel hof en ambassadeurs van bevriende landen.
Van geschiedkundig belang is de staatsrede van 1990, toen staatspresident De Klerk onverwacht de eenzijdige afschaffing van de apartheid aankondigde en de tot dan toe verboden politieke groepen uitnodigde te gaan onderhandelen over de toekomst van Zuid-Afrika.

## Geschiedenis
Al direct na het ontstaan van de Unie van Zuid-Afrika in 1910 ontstond ook de jaarlijkse opening van het parlement, waarin de gouverneur-generaal van de Unie van Zuid-Afrika namens de koning(in) van Zuid-Afrika de staatsrede uitsprak. De Unie van Zuid-Afrika erfde haar parlementaire gebruiken van de Britse Kaapkolonie, dat in 1872 beperkte mate van zelfbestuur van het Verenigd Koninkrijk kreeg. De Britse Kaapkolonie kreeg toen een eigen premier en een eigen parlement, dat op het geschoeid was op de leest van het Britse parlement.
Bij de staatsrede hoorde ook een rijtour van de gouverneur-generaal door Kaapstad.
De staatsrede bleef ook bestaan toen Zuid-Afrika in 1961 een republiek werd. Voor staatspresident Charles Swart was het echter niet zijn eerste staatsrede, omdat hij deze ook al als gouverneur-generaal namens de koningin Elizabeth van Zuid-Afrika bracht.
Ook nadat de staatspresident een uitvoerende rol kreeg, bleef de staatspresident de staatsrede houden bij de opening van het parlementaire jaar.
De staatsrede van 2 februari 1990 is een van de belangrijkste toespraken die in de parlementaire geschiedenis van Zuid-Afrika gehouden is. Staatspresident De Klerk kondigde daar onverwacht aan dat zijn Nationale Partij de apartheidswetten eenzijdig zou afschaffen, een proces dat in juli 1991 voltooid was. Ook liet hij bijna alle politieke gevangenen per direct vrij. Daarnaast nodigde hij alle tot dan toe verboden politieke groeperingen uit om samen een nationale dialoog te beginnen over de toekomst van Zuid-Afrika.
President Nelson Mandela begon zijn eerste staatsrede op 24 mei 1994 met een gedicht van Ingrid Jonker als handreiking naar de Afrikaner bevolking.

### Staatsredes onder president Zuma
De staatsrede van 2015, 2016 en 2017 verliepen zeer chaotisch. President Jacob Zuma werd herhaaldelijk onderbroken door parlementsleden van de Economic Freedom Fighters, die vroegen wanneer hij het overheidsgeld dat hij voor de verbouwing van zijn privévilla gebruikte, zou terugbetalen. Daarop werden de parlementsleden van de EFF telkens op last van de parlementsvoorzitter door leden van de geheime dienst met geweld uit het parlement verwijderd. Elk jaar werden er parlementsleden met verwondingen naar het ziekenhuis afgevoerd. Nadat de overige oppositiepartijen verlieten de zaal daarna uit protest. Daarnaast bleek voor aanvang van de staatsrede van 2016 dat alle telecommunicatie in het parlement platgelegd en verstoord was. Op aandringen van journalisten op de publieke tribune stelden oppositiepartijen voor het begin van de staatsrede vragen, waarna de minister van communicatie zichtbaar het bevel gaf de blokkade op te heffen. De regering van Jacob Zuma had een publieke vernedering zoals in 2015 willen voorkomen door bij acties van de oppositie alle communicatie vanuit het parlement naar buiten op zwart te zetten.
In 2018 werd de staatsrede, die voor 13 februari gepland stond, door het parlement uitgesteld om zo de druk op president Jacob Zuma op te voeren om af te treden. Hoewel Zuma eerst weigerde, trad hij op 14 februari toch af. Een dag later koos het parlement Cyril Ramaphosa als nieuwe president van Zuid-Afrika, waarna de staatsrede uiteindelijk op 16 februari plaatsvond.

## Opzet van de staatsrede
In de staatsrede zijn traditioneel drie elementen te onderscheiden:
- Beschouwingen over hetgeen in de afgelopen periode in Zuid-Afrika en elders in de wereld is voorgevallen;
- Aankondigingen van plannen en maatregelen op het gebied van wetgeving en bestuur;
- Aan het eind van de staatsrede opent de president het parlementaire jaar.

De staatsrede vindt elk jaar in de eerste helft van februari plaats. Ook na parlementsverkiezingen houdt de door het parlement gekozen president een staatsrede om zijn beleid uiteen te zetten. Dit zorgt ervoor dat er in verkiezingsjaren twee staatsredes plaatsvinden: een in februari en een na de parlementsverkiezingen.
Na de staatsrede van de president vinden er gedurende twee dagen algemene beschouwingen plaats. Op de eerste dag van de beschouwingen kunnen parlementsleden van de oppositie vragen stellen aan de president, tussendoor houden ministers (die in Zuid-Afrika tevens parlementsleden zijn) toespraken ter ondersteuning van de president. De tweede dag van de beschouwingen beantwoordt de president de vragen die door de oppositie gesteld zijn. Enkele dagen nadat de beschouwingen zijn afgerond, houdt de minister van financiën zijn begrotingsrede, waarna de begroting voor het komende jaar door het parlement wordt behandeld.
De staatsrede is een belangrijk moment voor de oppositie om vragen te stellen aan het parlement te stellen. Ondanks het feit dat de president veel uitvoerende macht heeft, is het in Zuid-Afrika ongebruikelijk voor de president om vaak in het parlement te verschijnen of persconferenties te geven. De ministers die door de president zijn aangesteld, hebben immers al zitting in het parlement. Zo was kwam president Zuma in 2017 slechts zes keer naar de Nationale Vergadering om vragen van oppositieleden te beantwoorden.

## Officiële namen van de staatsrede
Vanwege het feit dat Zuid-Afrika thans elf officiële talen heeft, zijn er ook verschillende officiële namen voor de staatsrede. Het Nederlands is de enige taal die (in 1984) zijn status als officiële taal verloor.
- Afrikaans: Staatsrede van die President van Suid-Afrika
- Engels: State of the Nation Address of the President of South Africa
- Noord-Sotho: Polelo ya Setšhaba ka Mopresidente wa Afrika Borwa
- Swazi: Inkulumo leyetfulelwa sive ngumengameli weleNingizimu Afrika
- Tsonga: Mbulavulo wo Pfula Palamende lowu endliweke hi Phuresidente wa Afrika Dzonga
- Tswana: Puo ya Maemo a Setšhaba ka Moporesitente wa Aforika Borwa
- Venda: Mulaedza wa Lushaka wa Muphuresidennde wa Afrika Tshipembe
- Xhosa: INtetho yeLizwe kaMongameli waseMzantsi Afrika
- Zoeloe: Inkulumo Kamongameli Wase Ningizimu Afrika Yesimo Sezwe
- Zuid-Ndebele: Ikulumo yesiTjhaba kaMongameli weSewula Afrika
- Zuid-Sotho: Puo ya Mopresident wa Afrika Borwa